# Honras do Principado de Gales

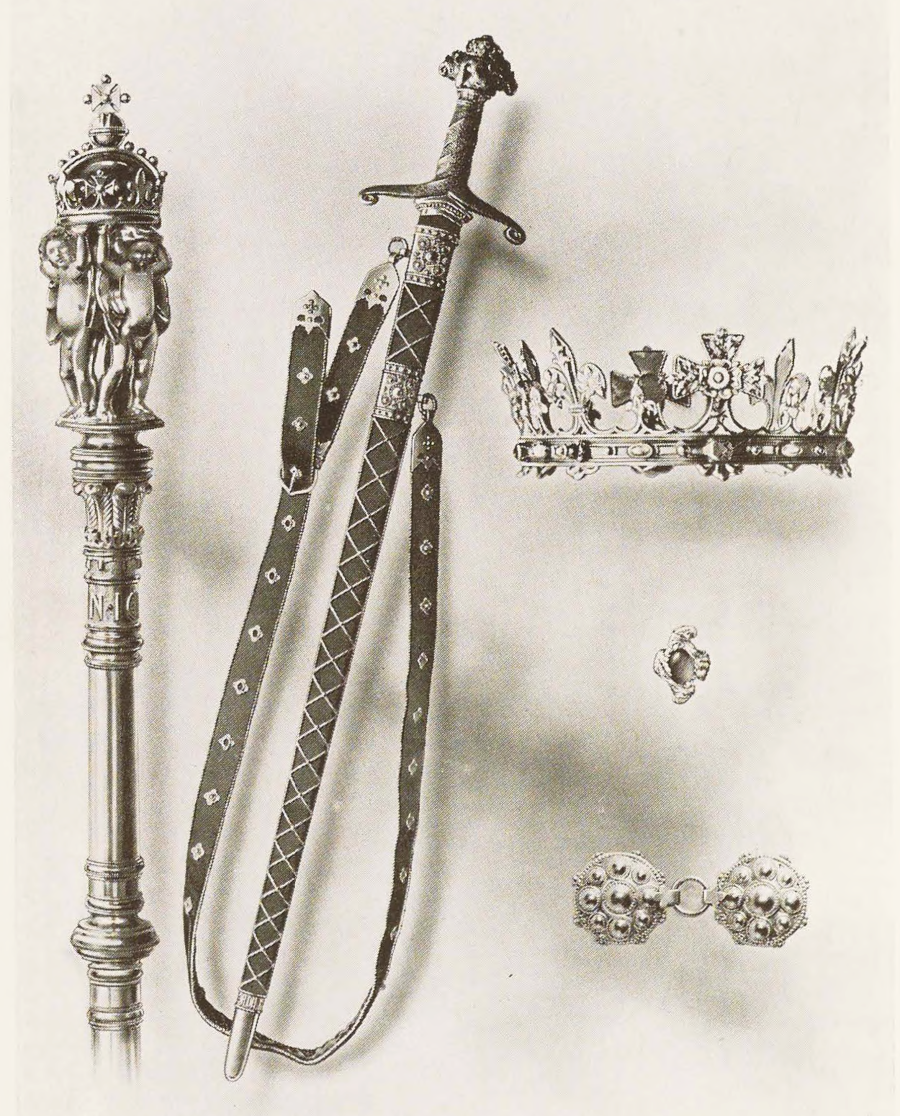
As Honras criadas em 1911 para a investidura de Eduardo, Príncipe de Gales (mais tarde Eduardo VIII). No sentido horário da esquerda: Haste (ou vergê), espada, diadema (ou chapelinho), anel e fecho.

As Honras do Principado de Gales (em inglês: Honours of the Principality of Wales) são as insígnias usadas na investidura do Príncipe de Gales, como herdeiro aparente do trono britânico, compostas por uma coroa, um anel, uma vara, uma espada, um cinto e um manto. Todos, exceto a coroa, datam da investidura do Príncipe Eduardo (mais tarde Eduardo VIII e então Duque de Windsor) em 1911, quando a maioria das Honras do País de Gales foram redesenhadas.
A presente coroa assume a forma estabelecida em um mandado real emitido por Carlos II em 1677, que afirma: "O filho e herdeiro aparente da Coroa usará e portará sua coroa de cruzes e flores-de-lis com um arco e uma bola e cruz". Dentro da moldura, que é feita de ouro, está um gorro de veludo forrado com arminho. A presente coroa foi feita para a investidura de Carlos, Príncipe de Gales (mais tarde Carlos III) em 1969, pois a coroa de Jorge ainda estava na posse do duque de Windsor, que vivia exilado na França. A extinta coroa e sua predecessora, a coroa de Frederick, agora fazem parte das joias da coroa na Jewel House na Torre de Londres. As coroas originais usadas pelos governantes galeses do Reino de Gwynedd e outros principados galeses foram perdidas. A coroa de Llywelyn foi apreendida pelo rei da Inglaterra em 1284 e é conhecida apenas pela história. O destino das coroas dos governantes dos outros estados principescos, se é que alguma vez as tiveram, não é conhecido.
As insígnias estiveram em exibição no Museu Nacional do País de Gales de 1974 até 2011, quando foram armazenadas no St James's Palace, em Londres. A coroa e a haste foram colocadas em exibição permanente na Jewel House na Torre de Londres em 2020.